# Andy Weir
Andy Weir, född 16 juni 1972 i Davis, Kalifornien, är en amerikansk författare som är känd för sin roman Ensam på Mars som även blivit film.